# Progresívne Slovensko
Progresívne Slovensko (zkratka PS, česky Progresivní Slovensko) je slovenské sociálně liberální politické hnutí. Vzniklo v roce 2016, oficiální registrace proběhla 27. listopadu 2017. Současným předsedou je Michal Šimečka. Od listopadu 2018 je hnutí jako jediný slovenský zástupce součástí evropské frakce liberálů ALDE.
V komunálních volbách 2018 hnutí získalo samostatně 3 starosty a 46 zastupitelů a v koalicích 6 starostů a 96 zastupitelů včetně hlavního města Bratislavy, kde se primátorem stal architekt a hudebník Matúš Vallo. Ve volbách do evropského parlamentu v roce 2019 získalo 2 mandáty, když se stranou SPOLU získalo 20,11 % hlasů, nejvíce z kandidujících subjektů.

## Politické postoje
Hnutí se profiluje jako centristické, liberální a proevropské, spojující umírněnou levici a pravici. Silně také akcentuje zelená témata. V době jeho vzniku politologové hnutí řadili do levého středu nebo do čistého středu, později však začalo být častěji řazeno k pravému středu; většina jeho voličů se profiluje pravicově. Na rozdíl od většiny ostatních slovenských stran není hnutí postaveno pouze kolem silného lídra. Voličské jádro má mezi kosmopolitními obyvateli velkých měst.

## Historie
18. září 2017 hnutí uspořádalo ideovou konferenci o budoucnosti Slovenska, které se zúčastnil předseda Aliance liberálů a demokratů pro Evropu a bývalý premiér Belgie Guy Verhofstadt a předsedové liberálních stran Angelika Mlinar (NEOS – Rakousko), Ryszard Petru (Nowoczesna – Polsko) a Tamás Soproni (Momentum – Maďarsko).
20. ledna 2018 se v Žilině konal zakládající sněm, který:
- schválil stanovy hnutí
- stanovil předsednictví hnutí
- stanovil programové priority hnutí

V komunálních volbách 2018 hnutí získalo samostatně 3 starosty a 46 zastupitelů a v koalicích 6 starostů a 96 zastupitelů včetně hlavního města Bratislavy, kde se primátorem stal architekt a hudebník Matúš Vallo.
V prezidentských volbách 2019 se hnutí rozhodlo postavit do souboje o post slovenského prezidenta místopředsedkyni strany Zuzanu Čaputovou, která ve volbách zvítězila.
Ve volbách do evropského parlamentu v roce 2019 hnutí získalo 2 mandáty, když se stranou SPOLU získalo 20,11 % hlasů, nejvíce z kandidujících subjektů.
V parlamentních volbách v roce 2023 hnutí získalo 17,96 % hlasů a skončilo druhé po straně SMER-SD.
V prezidentských volbách v roce 2024 hnutí podporovalo diplomata a bývalého ministra zahraničních věcí Ivana Korčoka.

## Vedení strany

### Předseda
Na zakládajícím sněmu byl zvolen Ivan Štefunko a 8. května 2019 ho vystřídal Michal Truban. V letech 2020 až 2022 byla předsedkyní strany současná místopředsedkyně Irena Bihariová. Od roku 2022 je předsedou hnutí Michal Šimečka.

### Předsednictví

#### 2018–2019
- Irena Bihariová, místopředsedkyně
- Michal Truban, místopředseda
- Zora Jaurová, místopředsedkyně
- Michal Šimečka, místopředseda
- Zuzana Čaputová, místopředsedkyně

#### 2019–2020
- Irena Bihariová, místopředsedkyně
- Zora Jaurová, místopředsedkyně
- Ivan Štefunko, místopředseda
- Michal Šimečka, místopředseda
- Martin Poliačik, místopředseda

## Volební výsledky

### Parlamentní volby
| Volby | Počet hlasů | Hlasy v % | Změna   | Mandátů | Změna | Postavení       | Poznámky                                          |
| ----- | ----------- | --------- | ------- | ------- | ----- | --------------- | ------------------------------------------------- |
| 2020  | 200 780     | 6,96      | –       | 0       | –     | Mimoparlamentní | V koalici se stranou SPOLU – občianska demokracia |
| 2023  | 533 136     | 17,96     | ▲ 10,99 | 32      | ▲ 32  | Opozice         |                                                   |

## Volební preference
Volební preference hnutí v procentech podle agentury Focus.
Tučně vyznačené preference znamenají překročení hranice 5 % potřebných ke vstupu do NR SR.
| Rok  | I   | II   | III  | IV   | V    | VI   | VII  | VIII | IX   | X   | XI   | XII |
| ---- | --- | ---- | ---- | ---- | ---- | ---- | ---- | ---- | ---- | --- | ---- | --- |
| 2018 | 1,9 |      | 1,4  | 3,6  |      | 3,9  |      | 4,2  |      |     |      |     |
| 2020 |     |      |      |      | 6,5  | 5,9  |      |      | 5,9  | 5,4 | 5,9  | 6   |
| 2021 | 5,2 | 6,7  |      | 6,2  | 6,1  | 6,3  |      |      | 7,0  | 6,6 |      | 7,7 |
| 2022 | 8,3 |      | 8,1  | 7,3  |      | 9,1  |      |      | 9,6  |     | 10,2 |     |
| 2023 |     | 11,0 | 12,1 | 13,1 | 12,5 | 13,5 | 14,3 | 15,0 | 16,5 |     | 17,9 |     |
| 2024 |     | 19,4 | 18,9 |      |      |      |      |      |      |     |      |     |